# Desdemona (Otello)

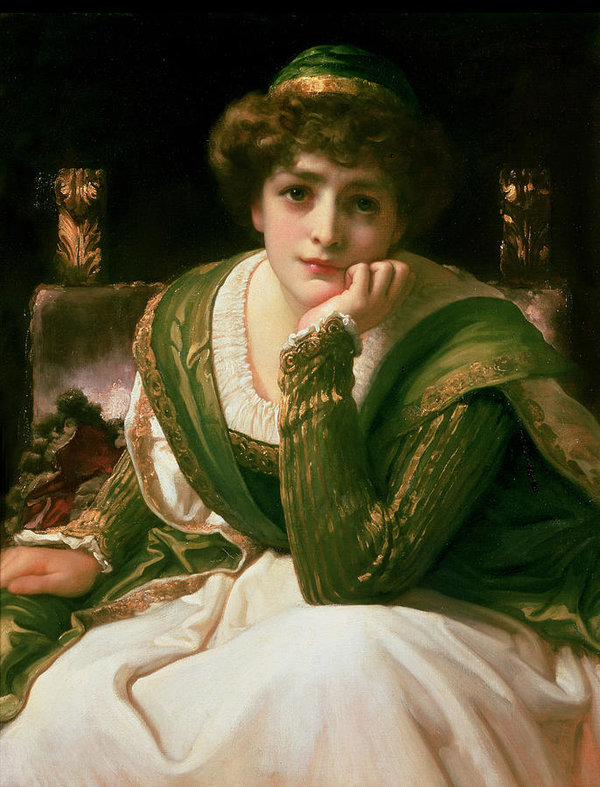
Desdemona (autor Frederic Leighton)

Desdemona – postać fikcyjna z tragedii Williama Shakespeare’a Otello. Wenecjanka, córka senatora, żona tytułowego bohatera. Pozostaje wierna i lojalna wobec męża, jednak ten, za sprawą intrygi, podejrzewa ją o cudzołóstwo. W jej rolę wcielały się liczne aktorki teatralne i filmowe, m.in. Margaret Hughes, Ellen Terry, Helena Modrzejewska oraz Irène Jacob.
Jeden z weneckich pałaców, Palazzo Contarini-Fasan, jest tradycyjnie określany domem Desdemony, w rzeczywistości jednak skojarzenie to wynika wyłącznie z tradycji i nie ma oparcia ani w dramacie Szekspira, ani w rzeczywistej historii pałacu.

## Źródło postaci
Szekspir zaczerpnął fabułę swojej tragedii z noweli Giovanniego Battisty Giraldiego (nazywanego Cinthio) zamieszczonej w zbiorze Hecatommithi. Bohaterka Cinthio, nosząca imię Disdemona, również zostaje niesłusznie oskarżona o zdradę przez swojego męża Maura, także w pierwowzorze podejrzenie o cudzołóstwo jest wynikiem intrygi. W kreacji postaci występują jednak różnice – podczas gdy Desdemona nie wątpi w swojego męża, Disdemona uważa, że jej historia powinna być przestrogą przed zawieraniem małżeństw z mężczyznami z innych kultur. Istnieją także odmienności fabularne, m.in. w kwestii śmierci bohaterki: Desdemona Szekspira zostaje uduszona przez Otella w szale zazdrości, Disdemonę zabijają wspólnie Maur i jego przyjaciel-intrygant (odpowiednik szekspirowskiego Jagona), pozorując wypadek.

## Losy bohaterki

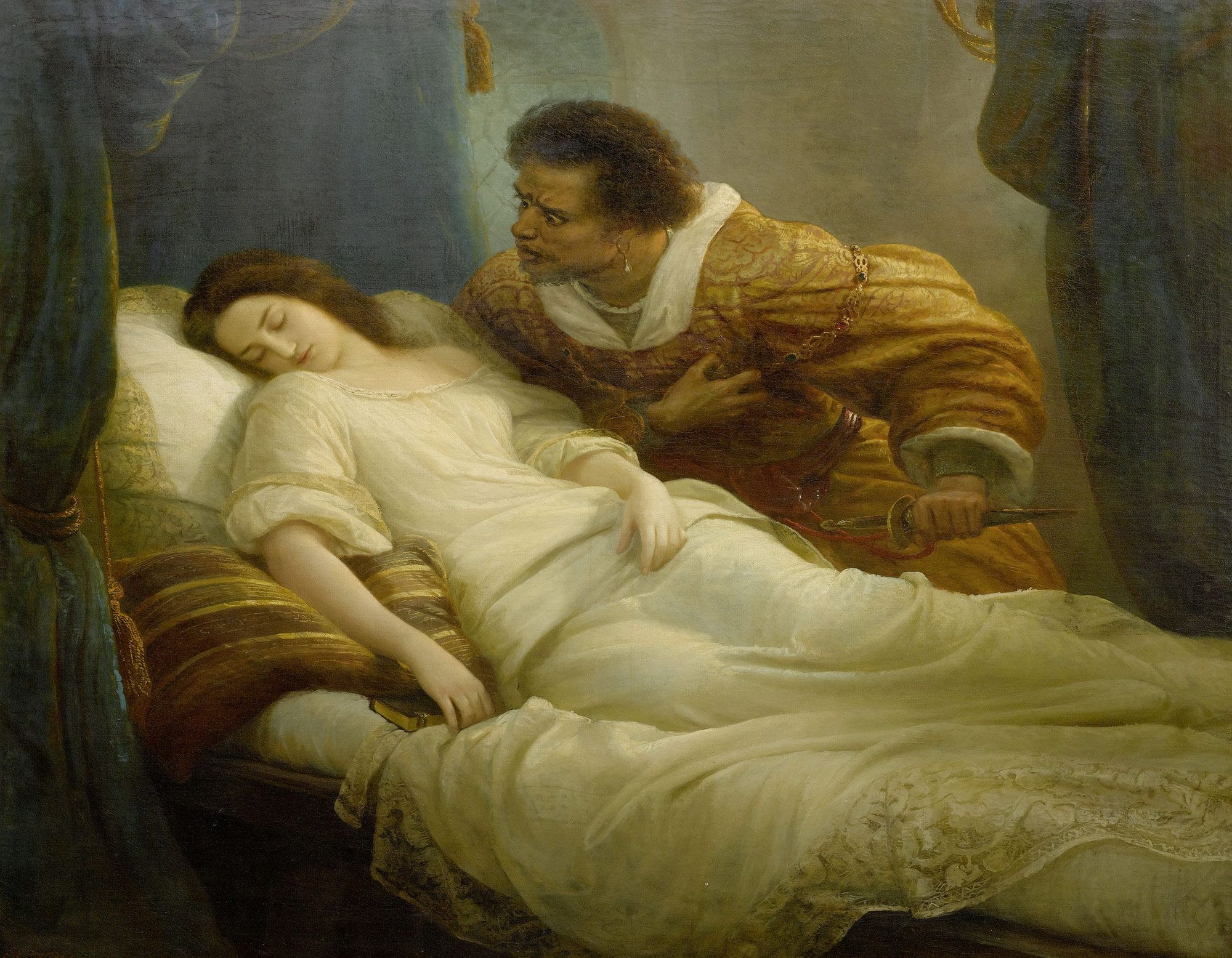
Desdemona i Otello (Christian Köhler)

Jest obywatelką Wenecji, córką senatora Brabancja. Wbrew woli ojca potajemnie poślubia Maura, generała Otello. Jednak już w noc poślubną wenecki doża wysyła jej ukochanego do walki z turecką flotą zmierzającą w stronę zależnego od Wenecji Cypru, natomiast ona sama ma się na wyspę udać innym statkiem z Jagonem – chorążym Otella pomijanym dotąd w awansach i niespełnionym w związku z Emilią, która odtąd staje się również powiernicą i towarzyszką Desdemony. Desdemona kocha męża i jest mu wierna i szczerze oddana. Jednak pełen nienawiści do Otella Jago zawiązuje intrygę, w wyniku której Maur nabiera przekonania, że żona zdradza go z jego zaufanym podkomendnym – Michałem Kasjem. Ogarnięty szałem zazdrości Otello morduje Desdemonę, a następnie sam popełnia samobójstwo.

## Interpretacje postaci

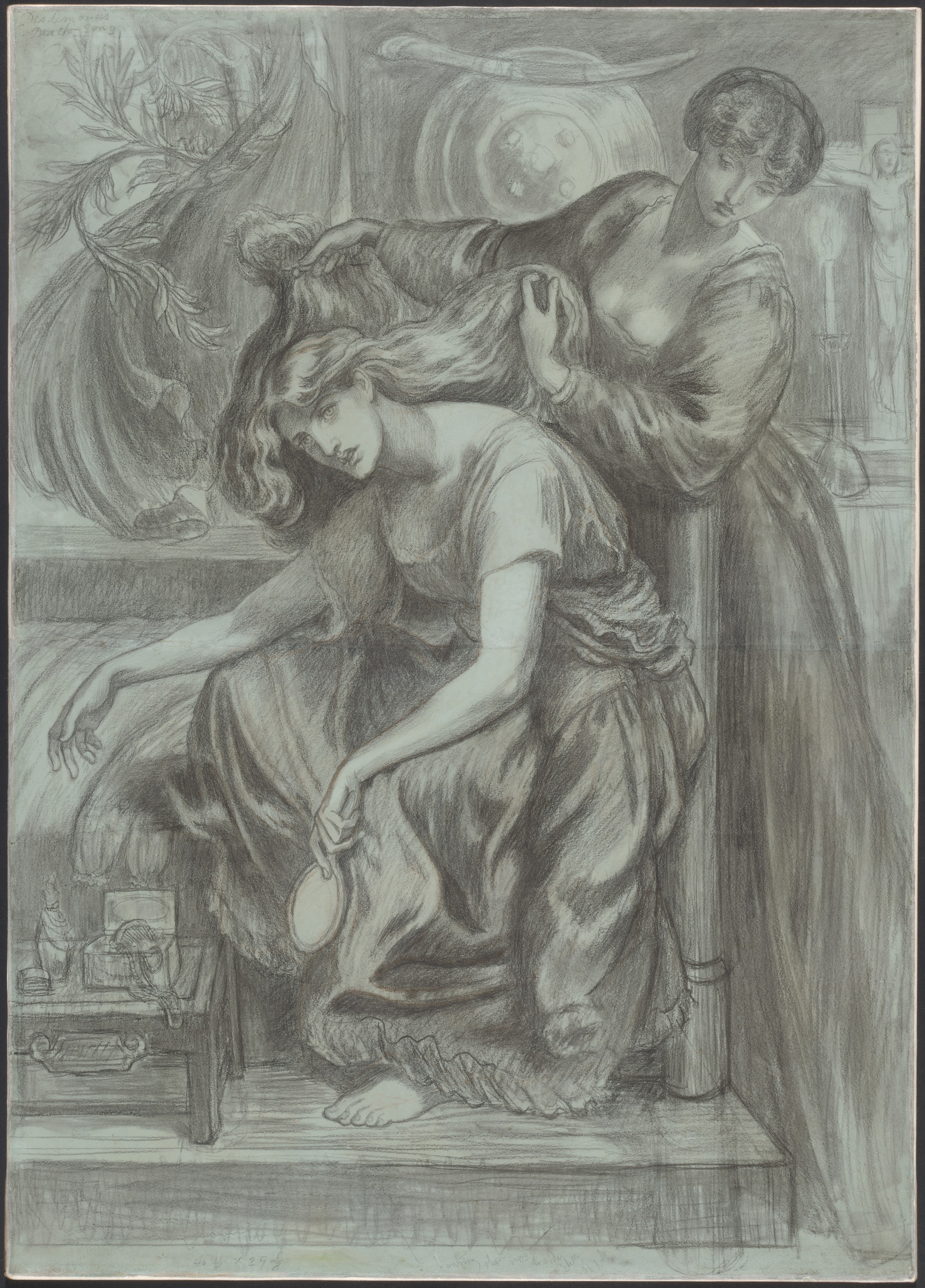
Desdemona na obrazie Dantego Gabriela Rossettiego

Desdemona jest zazwyczaj uważana za wcielenie niewinności, miłości i dobroci, które nie potrafi się obronić w świecie nieprawości kreowanym przez Jago. Wielu interpretatorów (m.in. Samuel Taylor Coleridge i William Hazlitt) zwracało uwagę na pasywność i brak własnej woli w postaci Desdemony, która w miarę postępu akcji staje się coraz bardziej bierna. Fakt ten nie był jednoznacznie oceniany – Coleridge i Hazlitt uważali bierność i brak charakteru za pełne słodyczy i kobiece, natomiast Jane Adamson uznała bierność Desdemony w chwili śmierci za niepokojącą i trudną do zniesienia. Z kolei Ellen Terry i Helena Faucit uważały ją za silną, a interpretowanie Desdemony jako istoty słabej i przedstawianie jej w ten sposób na scenie wynikało z niezrozumienia postaci
Allan Bloom interpretuje jej miłość jako zrodzoną nie z pragnienia fizycznego, a z marzenia o niezwykłości wykraczającej poza dostępne jej w Wenecji życie, niezwykłości, którą Otello ofiarował jej w postaci swoich opowieści. W interpretacji Allana Blooma Desdemona jest dziewczyną nieśmiałą, lecz świadomą swoich pragnień, a jej wierność mężowi i bezwarunkowa wiara w niego wymaga od niej wykroczenia poza zdrowy rozsądek. Wiara ta popycha ją też do trzech kłamstw (zatajenie przed ojcem swojego związku z Maurem, ukrycie przed Otellem faktu zgubienia chustki i zaprzeczenie w chwili śmierci, jakoby to Otello był jej mordercą). Desdemona jest więc w interpretacji filozofa istotą szlachetną, lecz w swojej szlachetności wykraczającą poza wskazania prawa i zdrowego rozsądku.
Według Harolda Blooma fakt, że Otello określa czystość żony „zimną” dowodzi, że jego małżeństwo z Desdemoną nigdy nie zostało skonsumowane, a ona sama umarła jako dziewica. Krytyk sądzi także, że ponieważ Otello nigdy nie współżył z Desdemoną, mógł nawet sądzić, że była ona niewierna także przed zawarciem małżeństwa.
Teolog Jacek Bolewski widzi w Desdemonie osobę czystą i dobrą, silną miłością, dzięki której ma moc demaskowania (jako jedyna) demonicznej natury Jagona. Ponadto w interpretacji Bolewskiego ostatnie słowa Desdemony Poleć mnie memu miłemu Panu (org. Commed me to my kind lord) odnoszą się nie do Otella, ale do Boga.
Wbrew tradycyjnemu postrzeganiu Desdemony jako kobiety skromnej, łagodnej i niewinnej, Jan Kott interpretuje tę postać jako najbardziej zmysłową z szekspirowskich bohaterek, zapamiętałą w miłości i kryjącą w sobie silny potencjalny erotyzm. Bez niego, zdaniem Kotta, Otello podejrzewając ją o niewierność, popadłby w śmieszność.

## Odtwórczynie roli Desdemony

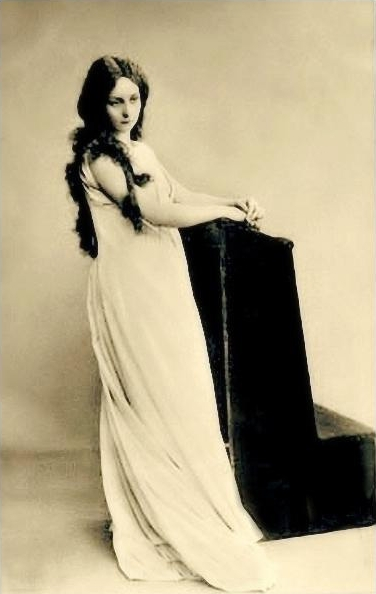
Wiera Komissarżewska w roli Desdemony

Podczas pierwszych przedstawień Otella, wykonywanych jeszcze za życia Szekspira, w rolę Desdemony wcielał się młody chłopiec. Uznaje się, że pierwsze przedstawienie, w którym w rolę Desdemony wcieliła się kobieta (jednocześnie był to też prawdopodobnie pierwszy raz, kiedy kobieta w ogóle zagrała jakąkolwiek szekspirowską bohaterkę) odbyło się 8 grudnia 1660 roku w Cockpit Theater. Nazwisko aktorki nie jest znane, prawdopodobnie była to Anne Marshall lub Margaret Hughes. W rolę Desdemony w teatrze wcielały się także między innymi Sarah Siddons, Ellen Terry, Maggie Smith, Susanna Cibber oraz Sarah Bernhardt.
W adaptacjach filmowych w rolę Desdemony wcielały się m.in. Suzanne Cloutier w Otellu Orsona Wellesa (1952), Irina Skobcewa w wersji Siergieja Jutkiewicza (1955) oraz Irène Jacob w Otellu Olivera Parkera (1995). W opartym na sztuce Szekspira młodzieżowym filmie O-Otello (reż. Tim Blake Nelson, 2001) w rolę współczesnej Desdemony, Desi Brable, wcieliła się Julia Stiles.
W indyjskiej adaptacji Omkara z 2006 roku w reżyserii Vishala Bhardwaja w rolę Desdemony (jako Dolly Mishra) wcieliła się Kareena Kapoor.
W Polsce Desdemonę zagrały w adaptacjach teatralnych m.in. Helena Modrzejewska (1869-1884), Maria Federowicz (1898), Teofila Nowakowska, Leontyna Parżnicka, Maria Deryng, Antonina Hoffmann i Józefa Woleńska. Joanna Pacuła wcieliła się w Desdemonę w spektaklu Teatru Telewizji (reż. Andrzej Chrzanowski, 1984).